# 松平好房
松平 好房（まつだいら よしふさ）は、江戸時代前期の丹波国福知山藩、のち肥前国島原藩の世嗣。官位は従五位下・大炊頭。

## 略歴
福知山藩（のち島原藩）主・松平忠房の長男として誕生。正室は鍋島直澄娘。
明暦2年（1656年）徳川家綱に拝謁する。寛文2年（1662年）には叙任するが、家督を継ぐことなく寛文9年（1669年）に21歳で早世した。代わって、弟・忠倫が嫡子となった。

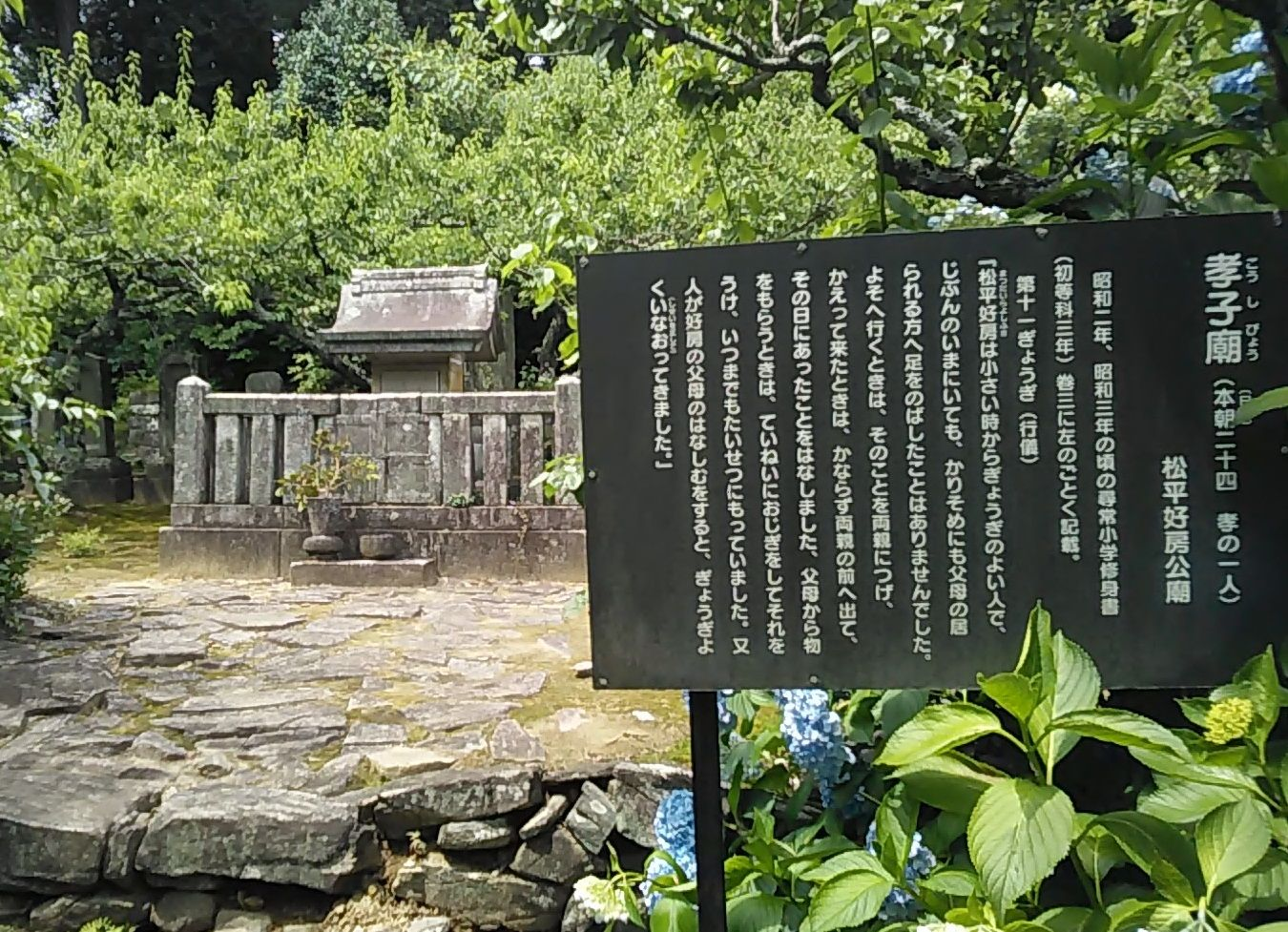
孝子廟(幸田町本光寺)

孝子と讃えられている。「小さい時から父母の居る方に、足を伸ばしたことはない。」「よそに行く時も、帰って来た時も、必ず父母の前に出て、その事を告げた。」「父母から頂いた物は大切にして、いつまでも持っていた」「また人が父母の話をすると、いつも正しく居直って聞いた。」などその孝子像が戦前に修身の教科書にも取り上げられた。深溝松平家の菩提寺の本光寺（愛知県額田郡幸田町）には「孝子廟」が、本光寺（長崎県島原市）には徳川家達の揮毫による頌徳碑がある。